# Île de l'Homme mort
L'Île de l'Homme mort (en anglais : Deadman's Island) est une petite île de l'estuaire de la rivière Medway dans le Kent (Royaume-Uni) près du lieu où le Swale se jette dans la Medway. Il s'agit d'une zone marécageuse plate et surélevée d'environ 1,2 kilomètre de long et de 200 mètres de large. Elle est située parmi les bancs de sable du côté sud de l'estuaire et est séparée du reste des marais de Chetney par un chenal étroit ayant pour nom Shepherd's Creek. La ville de Queenborough se trouve à environ un kilomètre à l'est de l'île, au delà du chenal ouest du Swale. L'île est traversée par plusieurs chenaux de marée étroits, séparant de fait l'île en une multitude d'îlots à marée haute. 
Inhabitée, l'île est principalement constituée de bancs de vase. Elle est la propriété de Natural England et est également un site d'intérêt scientifique particulier en raison de son importance en tant que site de nidification et de reproduction pour les oiseaux. Pour cette raison, l'île n'est pas ouverte au public. 
En 2016, les restes de plus de 200 humains sont retrouvés sur l'île. Les corps seraient ceux d'hommes morts de maladie à bord de prisons flottantes amarrées dans la région il y a environ 200 ans,. Ces cadavres initialement enterrés dans des cercueils en bois sous 6 mètres de boue ont été victimes de l'érosion du littoral et de l'élévation du niveau de la mer. Ces changements ont emporté la boue, ayant pour conséquence d'exposer les restes humains lors de la marée basse. L'île est marquée par les poteaux en bois qui la traversent, bien que ceux-ci soient probablement destinés à aider à identifier l'île et à prévenir l'érosion et non à marquer des sépultures comme on le prétend parfois.